# 美瑛町
美瑛町（日语：／ Biei chō */?）是日本北海道上川綜合振興局的町，隸屬於上川郡。由於境內佈滿丘陵與夏季時的花田，而成為北海道地區著名的觀光勝地之一，其中以青池和四季彩之丘最廣為人知。美瑛町內有許多知名日本電視廣告的拍攝地點，因此每年都有大批遊客前來此地探詢那些曾在廣告中出現過的名景。美瑛町同時也是日本最美麗的村莊聯盟的發起單位，該組織的辦公室便位於此處。除此之外，美瑛町與占冠村周邊的町村形成觀光圈。
町名是來源於阿伊努語的「piye」，意思為「泛油的」。

## 地理
美瑛位於北海道中部、上川盆地與富良野盆地之間的丘陵地帶。其中山林地就佔了全町面積的70%，而農地則佔了約15%的比例。由於美瑛町西南隅已經進入十勝山脈的範圍，因此境內也有許多高海拔的山頭，包括白雲岳（2230公尺）、忠別岳（1963公尺）、化雲岳（1954公尺）、富村牛山(2141公尺）、美瑛富士（1888公尺）、美瑛岳（2052公尺）與十勝岳（2077公尺）。其中十勝岳本身是座火山，曾在江戶時代有過五次的爆發記錄，造成不少災害。
- 河川：美瑛川
- 湖泊：硫磺沼

## 臨接的自治行政區
- 上川綜合振興局
  - 旭川市
  - 上川郡：東神樂町，東川町，上川町
  - 空知郡：上富良野町、中富良野町
- 空知綜合振興局
  - 蘆別市
- 十勝綜合振興局
  - 上川郡：新得町

## 歷史
與許多北海道地區的地名同樣，「美瑛」這名字也是源自於當地原住民（愛奴人）的地名。在愛奴語中美瑛川原本被稱為「piye-pet/」，意指「油膩的河川」或「渾濁的河川」。
- 1857年（安政4年）：江戶時代末期，幕府旗下的官吏松浦武四郎等人前往附近地區調查美瑛川，美瑛首次在歷史上留下記錄。
- 1894年（明治27年）：來自兵庫縣的小林直三郎等人開始在邊別太（今日的旭地區）定居屯墾。從此之後，開始有一個個農場在原本未開發的原野上設立。
- 1897年（明治30年）：首度設置臨時巡察派出所，而和歌山縣人會的社殿（今日美瑛神社的前身）也是在該年起造。
- 1899年（明治32年）：首度設置郵局與鐵路（國鐵十勝線，也就是今日的JR富良野線），美瑛車站啟用，美瑛尋常小學校（今日的美瑛小學）也是在這年創校。
- 1900年6月1日：美瑛村從神樂村（今日已被併入為旭川市的一部份）分村。[6]
- 1915年4月1日：實施二級町村制。
- 1923年4月1日：實施一級町村制。
- 1940年4月1日：實施新的町制，美瑛村改制為美瑛町。
- 1949年：在十勝岳山麓的白金地區突然有溫泉湧出，今日白金溫泉是北海道內幾個知名的溫泉街之一。
- 1971年7月12日：风景攝影家前田真三為了要拍攝馬鈴薯花田的風景來到美瑛，並拍下了一幅可以見得到美馬牛小學校內高塔的紅色三角形屋頂之照片，他將該照片投稿至攝影雜誌後大受好評並獲得攝影獎，同時也讓美瑛類似歐式田園的風光名聲遠播。之後前田真三以美瑛與富良野等鄰近地區的風景為題材創作了許多攝影作品，而成為當地最具有代表性的攝影家之一，今日在美瑛町內還設有前田的個人紀念館「拓真館」，展出許多他在世時拍攝的美瑛風景作品。

## 人口與產業
在第二次世界大戰結束後，有大量人口緊急移入美瑛地區，讓當地人口飛速成長。在1960年（昭和35年）時，美瑛的人口到達最顛峰，住有4,203戶人家共21,743人的人口。但由於社會結構與產業的改變造成人口開始外移，在2005年（平成17年）的全國人口普查中，美瑛町的人口只剩下11,600人左右而已。
美瑛地區最主要的產業是農業和以農業生產品為原料衍生的民生工業，例如以蔬菜加工為主的食品製造業。除此之外，由於鄰近丘陵地區樹木生長繁茂，因此木材加工也是此地頗為興盛的產業。在生產作物方面，美瑛的主要農作物包括有馬鈴薯、小麥、甜菜、玉米、番茄與稻米。
近年來觀光業也逐漸成為美瑛地區的重要收入來源，許多周邊的服務事業也日漸蓬勃，例如町內開設了許多民宿提供遊客住宿方面的服務。而美瑛境內有著名的白金溫泉。由於產業重心逐漸由農業轉往觀光，連帶的使美瑛町內第一、第二與第三級產業的比重順序有了重大變化，事實上在進入1980年代後，美瑛的第三級產業，就已經超越第一級產業並每年開始微幅拉開間距了。

## 友好城市

### 日本國內
- 岩木町（青森縣中津輕郡，現已併入弘前市）
- 「日本最美麗的村莊聯盟」的其他成員
  - 赤井川村（北海道余市郡）
  - 大藏村（山形縣最上郡）
  - 白川村（岐阜縣大野郡）
  - 大鹿村（長野縣下伊那郡）
  - 上勝町（德島縣勝浦郡）
  - 南小國町（熊本縣阿蘇郡）

### 國外
- 薩爾巴赫（Saalbach）- 奧地利薩爾斯堡州，1973年7月6日締結

## 交通

### 機場
- 旭川機場：實際上位於東神樂町境內，但距離美瑛的市街中心只有約15分鐘車程。

### 鐵路
- 北海道旅客鐵道（JR北海道）

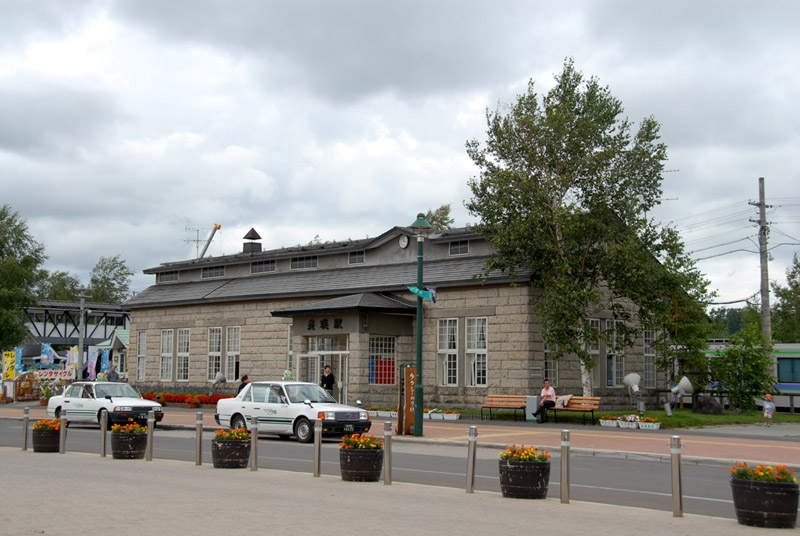
美瑛車站

  - 富良野線：北美瑛車站 - 美瑛車站 - 美馬牛車站

### 道路
- 一般國道
  - 國道237號
  - 國道452號
- 道道
  - 北海道道70號蘆別美瑛線
  - 北海道道213號天人峽美瑛線
  - 北海道道543號上宇莫別美瑛停車場線
  - 北海道道580號美馬牛神樂線
  - 北海道道581號留邊蘂上富良野線
  - 北海道道718號忠別清水線
  - 北海道道824號美澤美馬牛線
  - 北海道道966號十勝岳温泉美瑛線
  - 北海道道1160號旭川旭岳溫泉線

## 教育
- 高等學校（高中）
  - 道立高等學校
    - 北海道美瑛高等學校
- 中學校（初中）
  - 美瑛中學校，美馬牛中學校
- 小學校（小學）
  - 美瑛小學校，美瑛東小學校，旭小學校，美澤小學校，美進小學校，美馬牛小學校
- 小中學校
  - 明德

## 知名觀光點、物產與活動
- 拼布之路（パッチワークの路）
  - 西北之丘展望公園（西の丘展望公園）
  - 健與瑪莉之樹（ケンとメリーの木）
  - 七星之樹（セブンスターの木）
  - 七星淡煙之丘（マイルドセブンの丘）
  - 親子之樹
  - ZERUBU之丘（ぜるぶの丘）
- 觀景道路（パノラマロード）
  - 三愛之丘展望公園（三愛の丘展望公園）
  - 新榮之丘展望公園（新栄の丘展望公園）
  - 千代田農場（千代田ファーム）
  - 千代田之丘展望台（千代田の丘展望台）
  - 拓真館
- 美馬牛
  - 帕妃之樹（パフィーの木）
  - 美馬牛小學校
  - 四季彩之丘（四季彩の丘）
  - 新星館
- 白金溫泉
  - 白樺街道
  - 白髭瀑布
  - 不動瀑布（不動の滝）
  - 白金模範牧場
  - 白金的青池（白金の青い池）
  - 白金野鳥之森（白金野鳥の森）
  - 十勝岳望岳台

## 外部連結
- （日語）丘的街道 ～ 美瑛町官方網站 （页面存档备份，存于）